# Gerhard Bläsing
Gerhard Bläsing (* 20. Januar 1921 in Altkarbe; † unbekannt) war ein deutscher Politiker und Volkskammerabgeordneter der DDR der SED.

## Leben
Bläsing war der Sohn eines Waldarbeiters. Nach dem Besuch der Volksschule war er als Landarbeiter tätig und wurde nach dem Ausbruch des Zweiten Weltkrieges zur deutschen Wehrmacht eingezogen. Gegen Ende des Krieges geriet er in Gefangenschaft. Seit 1949 war er als Schmelzer tätig, wurde später Oberschmelzer und Brigadier sowie 1956 Obermeister. 1962 erfolgte seine Ernennung zum stellvertretenden Betriebsleiter im Volkseigenen Betrieb Schwermaschinenbau „Ernst Thälmann“ Magdeburg.

## Politik
Bläsing trat 1952 in der SED ein und war von 1955 bis 1957 Mitglied des Bezirksvorstandes Magdeburg der IG Metall und außerdem Mitglied des Wohnungsgebietsausschusses der Nationalen Front.
In den drei Wahlperioden von 1954 bis 1967 war er Mitglied der SED-Fraktion in der Volkskammer der DDR. Von 1957 bis 1960 war er Mitglied des Ständigen Ausschusses für die örtlichen Volksvertretungen.

## Auszeichnungen
- Vaterländischer Verdienstorden in Bronze
- Banner der Arbeit
- Verdienter Aktivist
- fünffacher Aktivist der sozialistischen Arbeit
- 1974 Karl-Marx-Orden[2]